# 헤르만 로르샤흐
헤르만 로르샤흐(Hermann Rorschach ˌhɛʁman ˈʁoːʁʃax 또는 ˈʁoːɐ̯ʃax[*]; 1884년 11월 8일 ~ 1922년 4월 1일)는 스위스 프로이트 학파의 정신분석학자이자 정신의학자로, 로르샤흐 검사로 알려진 투사 검사를 고안한 것으로 잘 알려져 있다. 이 검사는 자극을 이용한 투사를 통해 개인이 인지하지 못하는 영역의 성격 요인을 임상적으로 진단할 수 있도록 만들어졌으며, 피검자가 좌우 대칭의 잉크 반점 10개를 한 번에 하나씩 일정 순서로 보고 각 얼룩이 무엇처럼 보이는지 대답하는 방식으로 이루어진다.
로르샤흐는 스위스 취리히에서 태어나 샤프하우젠에서 유년기와 청소년기를 보냈다. 그는 클렉소그라피로 상상력이 가미된 잉크 얼룩 그림을 만드는데 관심이 많아, 고등학교 친구들로부터 클레크(Kleck, 잉크얼룩)라는 별명으로 통했다.
로르샤흐는 미술 선생이었던 그의 아버지와 마찬가지로 전통 회화를 배웠다. 고등학교를 졸업할 때가 다가오자 그는 예술과 과학 중 어느 진로를 선택해야 할 지 결정하지 못했다. 그는 독일의 생물학자 에른스트 헤켈에게 편지를 보내 조언을 구했다. 헤켈이 과학쪽 진로를 제안하자 그는 취리히 대학의 의과 대학에 진학하였다. 그는 카를 융을 가르쳤던 저명한 정신의학자 오이겐 블로일러의 제자가 되어 일반정신의학, 특수정신의학 및 임상정신요법학을 공부하였다. 로르샤흐는 러시아어를 배우기 시작했고 1906년 베를린에서 유학하는 동안 러시아에서 휴가를 보냈다. 로르샤흐는 1909년 취리히 의과 대학을 졸업함과 동시에 러시아 타타르 공화국 카잔 출신의 여성 올가 스템펠린과 약혼하였다. 1913년 말, 그는 의학 박사 학위를 받고 스템펠린과 결혼하여 러시아로 이주하였다. 부부는 1917년과 1919년에 각각 아들과 딸을 낳았다.
1914년 7월 로르샤흐는 스위스로 돌아와 헤리자우의 지역 정신 병원에서 부원장으로 일하기 시작했다. 그는 정신분석학에서 지적인 영역을 자극하는 방법에 대해 어린 시절의 잉크 얼룩을 떠올렸다. 사람들이 같은 잉크 얼룩을 보고 각자 다른 것을 연상하는 것을 발견한 그는 학생들에게 잉크 얼룩을 보여주고 무엇으로 보이는지 조사하는 의학 연구를 시작하였다.
1857년 독일의 의사 우스티누스 케르너는 우연한 무늬의 잉크 얼룩에서 영감을 받은 시를 담은 책들을 출판했는데, 학자들은 로르샤흐가 이 책들의 영향을 받았을 것이라 추측하고 있다. 프랑스의 심리학자 알프레드 비네 또한 창조력 검사로써 잉크 얼룩을 실험하였다.
그는 스위스 의사회에서 당시에는 생소했던 정신분석 방법들을 소개하였으며, 이러한 공로로 1919년 스위스 정신분석학회의 부회장으로 선출되었다. 1921년 잉크 얼룩 검사의 기본 형태를 실은 책 《정신질환 진단》(Psychodiagnostik)을 집필하였다. 이 책에 실린 방법들은 그가 죽은 후에 심리 측정과 정신병 진단에 널리 적용되었다.
책을 쓴 지 1년 후인 1922년 로르샤흐는 충수 파열이 원인으로 추정되는 복막염으로 사망하였다. 그는 사망 전까지도 헤리자우 병원의 부원장으로 지냈다.

## 후학
로르샤흐의 급작스런 죽음은 로샤검사의 원저자의 정통성있는 대중화에 심각한 타격을 주었다. 훗날 사무엘 벡(Samuel Beck), 브루노 클롭퍼(Bruno Klopfer) 등에 의해 원래의 시험 평가 체계가 개선되었다. 존 엑너(John E. Exner)는 종합적인 시스템에서 이러한 이후의 몇 가지 발전을 요약하면서 동시에 평가점수를 통계적으로 더 엄격하게 다루기 위해 노력하였다. 어떤 시스템들은 객체 관계의 정신분석적 개념에 기초하기도 한다.